# Arild
Arild est un village rattaché à la commune de Höganäs en Scanie, Suède et compte 522 habitants en 2010.
Le village se situe dans la baie de Skälderviken au nord-ouest de la Scanie à environ 11 km au nord de Höganäs et 30 km de Helsingborg.
Le village est rattaché à la paroisse de Brunnby. 
Le cœur du village se concentre principalement autour de la chapelle ainsi que le long de la côte et plus particulièrement du port. Au fil des années le village a néanmoins évolué pour s'étendre sur les flanc de Kullaberg créant différents niveaux de hauteur.

## Population
Évolution de la population d'Arild depuis 1960
| Année | Nombre d'habitants |
| ----- | ------------------ |
| 1960  | 261                |
| 1965  | 254                |
| 1970  | 242                |
| 1975  | 295                |
| 1980  | 323                |
| 1990  | 356                |
| 1995  | 625                |
| 2000  | 569                |
| 2005  | 537                |
| 2010  | 522                |

## Tourisme
Durant la période estivale Arild connait un fort pic de population.
De nombreuses activités attirent les touristes. Outre la baignade et la plongé un golf, le "S:t Arild golfklubb" un parcours de 18 trous ouvert depuis 1987 se situe également à proximité du village. 
Le village possède également deux hôtels restaurant ainsi que des kiosques saisonnier ouvert durant l'été (café, marchand de glaces, etc.).